# Rachel Bootsma
Rachel Bootsma (Minneapolis, 15 dicembre 1993) è un'ex nuotatrice statunitense, specializzata nel dorso.

## Carriera
Classificatasi terza ai campionati nazionali del 2010, Bootsma ottiene la medaglia di bronzo ai Giochi PanPacifici 2010 nei 50 dorso, a pari merito con la neozelandese Thomas e la brasiliana Molina.
Il 16 ottobre del 2011 vince la medaglia d'oro ai XVI Giochi panamericani di Guadalajara con il tempo di 1'00"37, nuovo record della manifestazione. Il suo miglior tempo sui 100 dorso tuttavia è di 59"77, stabilito nell'agosto del 2009.

## Palmarès
- Giochi olimpici

Londra 2012: oro nella 4x100m misti.
- Giochi PanPacifici

Irvine 2010: bronzo nei 50m dorso.
- Giochi panamericani

Guadalajara 2011: oro nei 100m dorso e nella 4x100m misti.
- Universiadi

Gwangju 2015: bronzo nei 100m dorso.